# Sherman Edwards
Pour les articles homonymes, voir Edwards.
Sherman Edwards, né le 3 avril 1919 à New York et mort le 30 mars 1981 à Manhattan, est un compositeur, pianiste de jazz et auteur-compositeur américain, surtout connu pour ses chansons de la comédie musicale de Broadway 1776 en 1969 et de l'adaptation cinématographique de celle-ci en 1972.

## Biographie
Edwards est né dans le quartier d'East Harlem à New York et a grandi à Weequahic, Newark (en) au New Jersey, où il fréquente la Weequahic High School (en). Il étudie ensuite à l'Université de New York, où il se spécialise en histoire. Tout au long de l'université, il travaille au noir, jouant du piano jazz pour des émissions de radio et de musique de fin de soirée. Après avoir servi pendant la Seconde Guerre mondiale, il enseigne l'histoire au lycée pendant une brève période avant de poursuivre sa carrière de pianiste, jouant avec certains des groupes et artistes swing les plus célèbres de l'histoire, notamment Louis Armstrong, Tommy Dorsey et Benny Goodman. 
Il vit à Parsippany-Troy Hills de 1958 à 1981,. Après quelques années en tant que chef de groupe et arrangeur pour Mindy Carson (en), il commence à écrire des chansons pop au Brill Building avec des écrivains tels que Hal David, Burt Bacharach, Sid Wayne ou Earl Shuman. Il réalise de nombreux succès à la fin des années 1950 et au début des années 1960. Alors que le Rock n' Roll se répand, il se retrouve toujours au Brill Building en train d'écrire des chansons pour Elvis Presley, dont le numéro de Presley Flaming Star. 
Avant 1776, Edwards écrit la musique de scène de la comédie scénique A Mighty Man is He, qui commence à Broadway au Cort Theatre le 6 janvier 1960 et se termine le 9 janvier après cinq représentations. 
Edwards a également écrit la musique d'une comédie musicale pour enfants Who's Afraid of Mother Goose ? avec des paroles de Ruth Batchelor. Cette émission d'une heure a été diffusée sur ABC-TV le 13 octobre 1967. Elle met en vedette Maureen O'Hara, Peter Gennaro, Frankie Avalon, Nancy Sinatra, Margaret Hamilton, Dick Shawn, Dan Rowan et Dick Martin. 
S'il est l'auteur de nombreux titres, son plus gros succès reste la comédie musicale 1776, pour laquelle il écrit le livre original, les paroles et la musique. La comédie fait 1 217 représentations et remporte le Tony Award de la meilleure comédie musicale. Le film 1776, qui est tiré de la comédie musicale conserve toutes les chansons d'Edwards.

### Vie privée
Edwards était marié à Ingrid (Secretan) Edwards, une danseuse qui était membre des danseurs originaux d'Ed Sullivan et a dansé à Broadway dans Sweethearts, Annie Get Your Gun et Kiss Me, Kate.
Sherman Edwards meurt d'une crise cardiaque à Manhattan à l'âge de 61 ans en 1981. Il est enterré au cimetière de Kensico à Valhalla. Il laisse dans le deuil son épouse, Ingrid, son fils, Keith, sa fille, Valérie, et sa mère, Rae Edwards.